# 阿波市立土成小学校
阿波市立土成小学校（あわしりつ どなりしょうがっこう）は、徳島県阿波市土成町成当にある公立小学校。

## 沿革
- 1872年 - 土成小学校を創立。
- 1873年 - 秋月小学校、浦池小学校を創立。
- 1875年 - 成当小学校を創立。
- 1886年 - 土成小学校を土成尋常小学校と改称。
- 1892年 - 土成高等小学校を創立。
- 1925年 - 土成尋常小学校を土成尋常高等小学校と改称。土成尋常高等小学校（南校）を土成南尋常高等小学校と改称。
- 1937年 - 徳島県阿波郡土成尋常高等小学校を創立。
- 1941年 - 土成村国民学校と改称。
- 1947年 - 6・3制発足により土成小学校と改称。
- 2005年 - 阿波市への合併により阿波市立土成小学校と改称。

## 校歌
- 作詞: 光永峡関
- 作曲: 近藤良三

## 服装
標準服が存在するものの、平常時のほとんどは指定のジャージを着用している(似たような学校に御所小学校がある)。

## 関連学校
- 阿波市立土成中学校

## 通学区域が隣接している学校
- 阿波市立柿原小学校
- 阿波市立御所小学校
- 阿波市立大俣小学校
- 阿波市立市場小学校
- 阿波市立八幡小学校
- 吉野川市立知恵島小学校